# تاريخ الحرب العالمية الثانية
تأريخ الحرب العالمية الثانية هي دراسة كيف يصور المؤرخون أسباب وسلوك ونتائج الحرب العالمية الثانية.
هناك وجهات نظر مختلفة حول أسباب الحرب؛ الثلاثة الأبرز هم الأرثوذكس من خمسينيات القرن العشرين، والتعديلية من السبعينيات، وما بعد التعديلية التي تقدم المنظور الأكثر معاصرة. نشأ المنظور الأرثوذكسي في أعقاب الحرب. المؤرخ الرئيسي المشهور لهذا المنظور هو هيو تريفور روبر. يقول المؤرخون الأرثوذكسيون أن هتلر كان مخططًا رئيسيًا لبدأ الحرب العالمية الثانية عن قصد بسبب معتقداته القوية بشأن الفاشية والتوسعية وسيادة الدولة الألمانية. يرى المؤرخون التعديليون أنها كانت حربًا عادية وفقًا للمعايير العالمية وأن هتلر كان انتهازيًا من النوع الذي يظهر عادة في تاريخ العالم؛ لقد استغل الفرص المتاحة له. أصبحت وجهة النظر هذه شائعة في سبعينيات القرن العشرين، خاصة في التحريفية لألان جون بيرسيفال تايلور. طوال الحرب، يجادل المؤرخون الأرثوذكسيون بأن قوى المحور كانت نوعًا من الشر يستهلك العالم برسالته القوية وإيديولوجيته الخبيثة، بينما كانت قوى الحلفاء تحاول حماية الديمقراطية والحرية. يقول مؤرخو ما بعد المراجعة عن الأسباب، مثل آلان بولوك، أن سبب الحرب كان مسألة كل من الشر والمألوف. كان هتلر في الأساس خبيرًا استراتيجيًا له أهداف وأهداف واضحة، وهو ما كان يمكن تحقيقه دون الاستفادة من الفرص المتاحة له. يقدم كل منظور للحرب العالمية الثانية تحليلًا عميقًا ويسمح لنا بتوسيع فضولنا بشأن اللوم والحرب وأسباب الحرب.
نتيجة للحرب، طور المؤرخون في البلدان التي احتلها النازيون تفسيرات متشابهة بشكل لافت للنظر يحتفلون بالنصر ضد الصعاب الكبيرة، مع التحرر الوطني القائم على الوحدة الوطنية. يتم وصف هذه الوحدة مرارًا وتكرارًا بأنها أكبر مصدر لقوة المستقبل. قام المؤرخون المشتركون بتمجيد حركة المقاومة (إلى حد ما لإهمال الغزاة الذين أطاحوا بالفعل بالنازيين). هناك ضغط كبير على الأبطال - بما في ذلك المشاهير مثل شارل ديغول، ونستون تشرشل وجوسيب بروز تيتو - ولكن أيضًا عدد لا يحصى من البارتزيان الشجعان وأعضاء المقاومة. نادراً ما لعبت النساء دورًا في التاريخ، رغم أنه منذ التسعينيات، كان المؤرخون الاجتماعيون يجمعون دور المرأة على الجبهات الداخلية. في السنوات الأخيرة، ركز الكثير من الاهتمام العلمي على كيفية بناء الذكريات الشعبية من خلال الاختيار، وكيفية إقامة الاحتفالات.

## وجهات النظر التاريخية

### احترام الذات والمجد
يجادل RJ Bosworth أن القوى الكبرى واجهت صراعًا فكريًا في تفسير قصصها وقت الحرب. لقد تجاهل البعض القضايا المركزية. شهدت ألمانيا، وبدرجة أقل، اليابان تحليلًا جماعيًا للذات. لكن هذين، وكذلك بريطانيا العظمى وفرنسا وروسيا وإيطاليا، تجاهلا إلى حد كبير العديد من الأدوار، وبدلا من ذلك بحثا عن المجد حتى عندما كان هناك نقص.

## معركة فرنسا، 1940
كان الانتصار الألماني على القوات الفرنسية والبريطانية في معركة فرنسا أحد أكثر الأحداث غير المتوقعة والمدهشة في القرن العشرين وأنتج أدبًا علميًا واسعًا وشعبيًا.
وجد المراقبون في عام 1940 الأحداث غير متوقعة وتهز الأرض. يلاحظ المؤرخ مارتن ألكساندر أن بلجيكا وهولندا سقطتا في يد الجيش الألماني في غضون أيام وأن البريطانيين سرعان ما تم إعادتهم إلى جزرهم الأصلية:
لكن سقوط فرنسا هو الذي أذهل المراقبين. لقد كانت الصدمة الأكبر لأن الصدمة لم تكن مقصورة على هزيمة كارثية ومحرجة للغاية لقواتها العسكرية - فقد انطوت أيضًا على إطلاق ثورة سياسية محافظة أدخلت الجمهورية الثالثة في 10 يوليو 1940 واستبدلتها بالإستبدادية. كل هذا كان مربكًا للغاية لأن فرنسا كانت تعتبر قوة عظمى. . . . ومع ذلك، كان انهيار فرنسا حالة مختلفة («هزيمة غريبة» كما كان يطلق عليها في العبارة المؤرقة لمؤرخ السوربون الكبير في العصور الوسطى وشهيد المقاومة، مارك بلوش).
كتب مؤرخ فرنسي مارك بلوخ أحد أكثر الكتب تأثيرًا على الحرب في صيف 1940: L'Étrange Défaite ("Strange Defeat"). لقد أثار معظم القضايا التي ناقشها المؤرخون منذ ذلك الحين. وألقى اللوم على قيادة فرنسا:
ما دفع جيوشنا إلى كارثة كان التأثير التراكمي لعدد كبير من الأخطاء المختلفة. إحدى الخصائص الصارخة هي، مع ذلك، مشتركة بين كل منهم. قادتنا... كانوا غير قادرين على التفكير في حرب جديدة.
الشعور بالذنب كان واسع الانتشار. تقول كارول فينك إن بلوخ:
ألقى باللوم على الطبقة الحاكمة، الجيش والسياسيين، الصحافة والمعلمين، في سياسة وطنية معيبة ودفاع ضعيف ضد التهديد النازي، لخيانة فرنسا الحقيقية والتخلي عن أطفالها. لقد فازت ألمانيا لأن قادتها فهموا أساليب القتال الحديثة وعلمو نفسهم.

## الجبهة الشرقية
يقال عادة أن التاريخ يكتبه المنتصرون، لكن العكس هو الصحيح حدث في تأريخ الجبهة الشرقية، خاصة في الغرب. أدت السرية السوفيتية وعدم الرغبة في الاعتراف بالأحداث التي قد تشوه سمعة النظام إلى الكشف عن القليل من المعلومات، ودائما ما تم تحريرها بشدة، تاركًا للمؤرخين الغربيين الاعتماد كليًا على المصادر الألمانية تقريبًا. بينما لا تزال مصادر قيمة، فإنها تميل إلى أن تكون ذات خدمة ذاتية. حاول الجنرالات الألمان، على وجه الخصوص، أن ينأوا بأنفسهم والجيش الألماني ككل عن الحزب النازي، بينما يلومونهم في الوقت نفسه على هزيمتهم (يُطلق على الأفراد الذين يدعمون هذه الحجج اسم جزء من «هتلر فقدنا الحرب»). بينما لوحظ هذا النهج لخدمة الذات في ذلك الوقت،  كان لا يزال مقبولًا بشكل عام باعتباره أقرب نسخة من الحقيقة. وكانت النتيجة النهائية هي صورة شائعة عن أن هير هو الجيش المتفوق، من خلال الأعداد الهائل من «الحشد البلشفي» وخانهم غباء هتلر. لم يتجاهل هذا فقط موهبة هتلر كقائد عسكري، وهي موهبة غير منتظمة كانت أحيانًا شديدة البراعة وأحيانًا خاطئة بشكل خاطئ، بل قللت أيضًا من أهمية التغير الملحوظ للقوات المسلحة السوفيتية، وخاصة الجيش الأحمر، من القوة المحافظة الخجولة من عام 1941 إلى منظمة فعالة للفوز في الحرب.
بعد سقوط جدار برلين، تعرض المؤرخون الغربيون فجأة لعدد هائل من السجلات السوفيتية في ذلك الوقت. وقد أدى ذلك إلى انفجار للأعمال حول هذا الموضوع، أبرزها ريتشارد أوفري وديفيد غلانتز وأنتوني بيفور. كشف هؤلاء المؤرخون عن وحشية نظام ستالين، واستعادة اتحاد الجمهوريات الاشتراكية السوفياتية والجيش الأحمر في عام 1942 وشجاعة وقدرة الجندي السوفيتي العادي، بالاعتماد بشدة على المواد الأرشيفية السوفيتية للقيام بذلك.
يجادل فيليبس بايسون أوبراين بأنه من المغالطة أن الحرب انتصرت على الجبهة الشرقية. ويجادل بدلاً من ذلك بأنها انتصرت في المعركة الجوية البحرية التي نجحت في شل القوات الألمانية واليابانية. فقدوا القدرة على الحركة، ولم يتمكنوا من نقل الذخائر من المصنع إلى ساحة المعركة، ونفد الوقود بالنسبة للطائرات والسفن. أصبحوا ضعفاء للغاية وكانوا عاجزين.

### جرائم الحرب في الفيرماخت
في محاكمات نورمبرغ، أُعلن أن منظمة شوتزستافيل (SS) منظمة إجرامية، لكن القوات المسلحة النظامية (فيرماخت) لم تكن كذلك. على الرغم من إدانة بعض المشرفين الميدانيين والجنرالات رفيعي المستوى بارتكاب جرائم حرب لإصدارهم أوامر جنائية، إلا أن جرائم الحرب النازية ألقي باللوم فيها على توتنكوبف-إس إس (حراس معسكرات الاعتقال) وأينزاتسغروبن (فرق الموت)، مطلة على مشاركة جنود الفيرماخت في المحرقة. منحة أكثر حداثة تحدت هذا الرأي. أثار معرض لجرائم الحرب في الفيرماخت مظاهرات.

### إنكار الهولوكوست
ظهر حقل من التاريخ الكاذب يحاول أن ينكر وجود الهولوكوست والإبادة الجماعية لليهود في أوروبا التي تحتلها ألمانيا. عادة ما يرتبط مؤيدو المعتقد، والمعروفون باسم منكري المحرقة أو «النفيين»، بالنازية الجديدة ويرفض مؤرخون محترفون وجهات نظرهم.

## أوروبا التي تحتلها ألمانيا

أوروبا في ذروة السيطرة الألمانية (باللون الأزرق) في عام 1942

أتقن النازيون فن السرقة، واستنزاف الاقتصادات المحلية إلى أقصى حد أو أبعد، بحيث انخفض الإنتاج الكلي.
في جميع البلدان المحتلة نشأت حركات المقاومة. حاول الألمان التسلل إليهم وقمعهم، لكن بعد الحرب ظهروا كفاعلين سياسيين. كان الشيوعيون المحليون نشطين بشكل خاص في تعزيز حركات المقاومة،  وكذلك كانت منظمة تنفيذ العمليات الخاصة البريطانية (SOE).

### الموضوعات المشتركة: التحرير البطولي من النازيين
جميع الروايات الوطنية تقريبًا عن الحرب العالمية الثانية - بدءًا من التأريخ في الديمقراطيات الليبرالية إلى الديكتاتورية الشيوعية - تناسب نفس النمط الأوروبي. حدد المؤرخ الفرنسي الألماني ايتيان فرانسوا الموضوعات المشتركة، كما أعاد صياغتها يوهان أوستلينج:
لقد كان الانتصار على ألمانيا النازية أمرًا أساسيًا بالنسبة لهم جميعًا ... في وصف نهاية الحرب والتحرير، تم التأكيد على الوحدة الوطنية في كثير من الأحيان. هذه الحرية التي تم الفوز بها حديثًا فتحت بابًا للمستقبل وتميزت ببداية فصل جديد مشرق في التاريخ. من بين السمات الشائعة في معظم الروايات الوطنية تمجيد حركة المقاومة، بينما في البلدان التي تم تحريرها من قبل القوات الأجنبية، تميل الجهود المحلية إلى الثناء. بالإضافة إلى ذلك، كان «بطلنة» الحرب قاسمًا مشتركًا آخر في الروايات - لم يكن فقط المنتصرون ذوو الشخصية الجذابة مثل شارل ديغول ونستون تشرشل وجوسيب بروز تيتو المعينين كأبطال، ولكن أيضًا أنصار شجعان وأعضاء في المقاومة.

### فرنسا

#### مقاومة
لطالما كانت بطولة المقاومة الفرنسية موضوعًا مفضلاً في فرنسا وبريطانيا، مع ظهور كتب جديدة باللغة الإنجليزية بانتظام.

#### فيشي
بعد عام 1945 تجاهل الفرنسيون أو قللوا من أهمية دور حكومة المارشال بيتان. منذ أواخر القرن العشرين، أصبح موضوع بحث رئيسي.

#### التعاون
كان الفرنسيون ينكرون التعاون مع الألمان لفترة طويلة، ولكن منذ أواخر القرن العشرين ولدت أدبًا كبيرًا.

#### الظروف المدنية
أدوار المدنيين،  العمال القسريين وأسرى الحرب لديها أدب كبير.
هناك العديد من الدراسات للنساء.

#### الألزاس لورين
دمجت ألمانيا الألزاس لورين في إمبراطوريتها الألمانية في عام 1871. استعادت فرنسا ذلك في عام 1918. أحتلتها ألمانيا مرة أخرى في 1940-45. كان هناك ضرر مادي واسع النطاق. ألحقت القوات الألمانية الموجة الأولى من الدمار في عام 1940، والثانية سببها قاذفات الحلفاء في عام 1944، وأحاطت الموجة الأخيرة بالقتال المرير بين المحتلين الألمان والمحررين الأمريكيين في 1944-1945.

### هولندا
ركز التاريخ الهولندي للحرب العالمية الثانية على الحكومة في المنفى والقمع الألماني والمقاومة الهولندية وشتاء الجوع في الفترة 1944-1945، وقبل كل شيء، المحرقة. كان الاقتصاد مهملاً إلى حد كبير. كان الاقتصاد قويًا في 1940-1941 ثم تدهور سريعًا حيث أدى الاستغلال إلى انخفاض الإنتاجية والإفقار والجوع.

### النرويج
لقد أحيت ذكرى الحرب النرويجيين وشكلت سياسات وطنية. تظل القضايا الاقتصادية موضوعًا مهمًا.

### بولندا
في 1 أغسطس 1944، بدأ الجيش البولندي السري، بسبب ولائه للحكومة المنفية في لندن، في ثورة في وارسو ضد الألمان المحتلين. هناك أدب كبير بعدة لغات. متحف وارسو رايزنج (WRM)، افتتح في وارسو في عام 2004 للاحتفال به.
شكل اليهود البولنديون حوالي نصف ضحايا المحرقة. هناك أدب كبير عن الهولوكوست في بولندا وذكرياتها ونصبها التذكارية،  وأيضًا الانتفاضة اليهودية في حي اليهود في وارسو عام 1943.

### الاتحاد السوفياتي
تم استكشاف السلوك الشعبي في بيلوروسيا في عهد الألمان، باستخدام التاريخ الشفوي وخطابات الشكوى والمذكرات والتقارير التي قدمتها الشرطة السرية السوفيتية والحزب الشيوعي.